# Shanguy
Gli Shanguy sono un gruppo musicale italiano di musica elettronica formatosi nel 2017.

## Carriera
La band si è formata dopo un incontro del disc jockey italiano NRD1 con il cantante francese Eon Melka ed il cantante e chitarrista Frank-O.
Hanno raggiunto la fama internazionale grazie il singolo La Louze, che è stato il brano più ascoltato nelle radio polacche, scalando anche le classifiche italiane, russe e francesi.
Successivamente nel 2019, è subentrata alla band la cantante italo-marocchina Shady sostituendo Melka debuttando con il singolo Toukassé, che ha totalizzato oltre 6 milioni di visualizzazioni.
Nel 2019, il gruppo collabora con Viki Gabor, seconda classificata a The Voice of Kids - Poland, pubblicando il remix del suo singolo di debutto Time. Nello stesso anno prendono parte anche al Polsat SuperHit Festival a Sopot e si sono esibiti a Mosca nel Palazzo del Cremlino durante il Graduation Day.
Il 21 agosto 2019, la band si è esibita a Nur-Sultan in Kazakistan, dove sono stati premiati con il "Nur-Sultan Music Awards".
A dicembre dello stesso anno pubblicano il singolo « Désolée (Paris/Paname) » che entra per la prima volta in Dance Billboard USA classificandosi 5 per alcune settimane. Archiviato il 15 agosto 2020 in Internet Archive. Viene poi certificato in Polonia doppio disco di Platino nel settembre 2020. https://www.egomusic.net/news/shanguy-desoleequot--paris-paname--double-platinum-award-in-poland raggiunge il quinto posto nella classifica polacca delle canzoni più passare in radio del 2020.
Nell’agosto del 2020 rilasciano il singolo “Back to Life” primo, singolo interamente in inglese. Che incontra un buon supporto dalle radio italiane.
Segue una collaborazione con il famoso videogame per telefono Mobile Legends Bang Bang, per cui realizzano la colonna sonora “Bang Bang”.
Collaborano anche con il dj Paolo Pellegrino nel singolo “Oops” che raggiunge l’ottava posizione dell’AirPlay russo.
Nel novembre 2020 rilasciano il singolo “Dalida” in collaborazione con il duo di dj Marnik.
Il 26 Febbraio rilasciano il loro ultimo singolo “Kalima Minou” con il produttore e dj Mark Neve.
Il gruppo ha avuto successo anche nelle classiche Spotify ed iTunes in Repubblica Ceca, Danimarca, Polonia e Ungheria.

## Formazione

### Formazione attuale
- NRD1 – Disc jockey
- Shady– voce

### Ex componenti
- Eon Melka – voce
- Frank-O – voce, chitarra

## Discografia

### Shanguy

#### Singoli
- 2017 – La Louze
- 2018 – King of the Jungle
- 2019 – Toukassé
- 2019 – Désolée (Paris/Paname)
- 2020 – Back To Life
- 2020 – Bang Bang
- 2020 – Oops
- 2020 – Dalida
- 2021 – Kalima Minou
- 2021 - C’est la vie
- 2022 - Lava
- 2023 – Creatures of the Night
- 2024 – Yalla Yalla
- 2025 – J'ai compris combien he t'aime

### Shady/Shibui
dal 2017 al 2021 come Shady, dal 2021 come Shibui

#### EP
- 2017 – Shady

singoli come artista principale
- 2017 – Stay Home
- 2017 – Je N'ai Marre
- 2025 – Ai Koi Ai

singoli come artista ospite
- 2020 – Life Is One (con Ludovica Pagani e Stefy De Cicco) (accreditata come Shibui)
- 2021 – Superman (con Paolo Pellegrino e VINAI) (accreditata come Shibui)
- 2021 – Thunder (con Gabry Ponte, Lumix e Prezioso)
- 2021 – Lovin'at the Speed of Light (con Andrea Zelletta) (accreditata come Shady)
- 2021 – DESTINY (I.O.U) (con Wisekids e Paolo Pellegrino) (come Shibui)
- 2021 – Paris (con Mariana BO) (come Shibui)
- 2022 – I Don't Wanna Go To School (con Alex Pizzuti) (come Shibui)
- 2022 – Raindrop (con Marnik e Harris & Ford) (come Shibui)
- 2022 – Halo (con Harris & Ford e Prezioso)
- 2022 – Kings & Queens (con Boris Way) (come Shibui)
- 2023 – Superstar (con Andrea Zelletta e Stefy Del Cicco) (come Shibui)
- 2023 – Drink And Shout (con Prezioso e Vini Vick) (come Shibui)
- 2023 – Dooh Dooh (con Barcode Brothers e LIZOT) (come Shibui)
- 2023 – Kima Che (con Prezioso e Stefy Del Cicco)
- 2023 – If You Had My Love (con Andrea Zelletta e Stefy De Cicco)
- 2023 – I Follow Rivers (con Prezioso) (cover)
- 2023 – Not A Secret (con Prezioso e Alex Pizzuti)
- 2023 – Adeste Fideles (con i SMVGGLERS e Sonny Wern)
- 2024 – Spiritum (con Vini Vici e Maddix)
- 2024 – We Good (con Prezioso e Lunax)
- 2024 – Shady (con Prezioso e Basterjaxx)
- 2024 – Shady (con Prezioso e Harris & Ford)
- 2025 – Gimme That Noise (con Scooter e Harris & Ford)
- 2025 – Arcade (con 240 KM/H e SMVGGLERS)

### NRD1
Album di remix
- 2012 – I Follow Rivers

EP
- 2016 – Remix Contest 2016

singoli
- 2012 – I Follow Rivers (cover di Lykke Li)
- 2013 – Music Is the Answer
- 2014 – Forever (con Dollarman,Makedah e Shatike)
- 2014 – Still Be the One (con Cozi)
- 2015 – Typhoon
- 2015 – Eleven
- 2015 – Massive (con Besford)
- 2016 – Needer
- 2016 – Cuaba
- 2016 – No Regrets
- 2020 – All Good Things (Come to an End)
- 2020 – Melodia Remix
- 2020 – Release Me (con Santo)
- 2021 – Summer Jam (con Renomty)
- 2021 – Another Day in Paradise (con Sushy)
- 2022 – We Can Fight (con Tava)
- 2022 – OH NO (con Tava)
- 2023 – Mambo Italiano
- 2023 – Pedro
- 2023 – Music
- 2024 – Say It Right (feat. Sushy)